# Gustav Wienstein
Gustav Friedrich August Wienstein (* 30. Januar 1828 in Verchen; † 19. Februar 1891) war ein deutscher Reichsgerichtsrat.

## Leben
Nach dem Abitur am Gymnasium zu Stralsund 1845 studierte Wienstein Rechtswissenschaft an der Ruprecht-Karls-Universität Heidelberg und wurde 1846 Mitglied des Corps Vandalia Heidelberg. Der Preuße wurde Mitte Juni 1849 vereidigt und an die Untersuchungsabteilung des Stadtgerichts Berlin gewiesen. 1855 kam er als Gerichtsassessor zum Kreisgericht Demmin. 1857 wurde er Kreisrichter, erst 1869 Kreisgerichtsrat. 1870 ernannte man ihn zum Appellationsgerichtsrat. Seit 1879 Oberlandesgerichtsrat, kam er 1881 als Hilfsrichter in den I. Hilfssenat des Reichsgerichts. 1883 wurde er Reichsgerichtsrat. Er war vorwiegend im IV. Zivilsenat des Reichsgerichts tätig und starb im Amt.

## Werke
- Die passive Correalobligation nach Preußischem Rechte. Beiträge zur Erläuterung des preußischen Rechts durch Theorie und Praxis, Jahrgang 6 (1862), S. 475.
- Das Dispositionsrecht des Fiduziar-Erben über den mit fideicommissarischer Substitution beschwerten Nachlaß. Beiträge zur Erläuterung des preußischen Rechts durch Theorie und Praxis, Jahrgang 8 (1864), S. 305.